# CD8
CD8 (grupo de diferenciação 8) é uma glicoproteína transmembrana que serve como co-receptor para o receptor de células T (TCR). Juntamente com o TCR, o co-receptor CD8 desempenha um papel na sinalização das células T e auxilia nas interações citotóxicas das células T-antígeno. Assim como o TCR, o CD8 se liga a uma molécula do complexo principal de histocompatibilidade (MHC), mas é específico para a proteína MHC classe I.
Existem duas isoformas da proteína, alfa e beta, cada uma codificada por um gene diferente. Em humanos, ambos os genes estão localizados no cromossomo 2 na posição 2p12.

## Distribuição tecidual
O co-receptor CD8 é predominantemente expresso na superfície de células T citotóxicas, mas também pode ser encontrado em células NK, timócitos corticais e células dendríticas.

## Estrutura
Para funcionar, o CD8 forma um dímero, consistindo em um par de cadeias de CD8.

## Função
O domínio extracelular tipo IgV de CD8-α interage com a porção α3 da molécula do MHC Classe I.

## Ligaçãos externas
- T-cell Group - Cardiff University
- Mouse CD Antigen Chart
- Human CD Antigen Chart
- CD8 alfa - Marcador para linfócitos T citotóxicos